# Harrow (Londyn)
Harrow – dzielnica Londynu leżąca w gminie Harrow, położona w odległości 16,9 km od centrum Londynu (Charing Cross). Posiada kody pocztowe HA1, HA2 i HA3.
Harrow jest wspomniana w Domesday Book (1086) jako „Herges”.
Według stanu na rok 2011, populacja Harrow wynosiła 80,213 mieszkańców, wliczając sąsiadujące dzielnice West Harrow i Harrow on the Hill.
Na terenie znajduje się prywatna szkoła średnia dla chłopców Harrow School, w której na początku XIX wieku uczył się poeta George Gordon Byron. Uczęszczali do niej także piosenkarz James Blunt i aktor Benedict Cumberbatch. Inne osoby pochodzące z Harrow to m.in. polityk Diane Abbott, piosenkarz Peter André, bokser Audley Harrison, muzyk Elton John, piosenkarka Kate Nash, lekkoatleta Malcolm Nokes, trener piłkarski Stuart Pearce i projektantka mody Vivienne Westwood.